# Зураб Маршанія
Зураб Маршанія (1 січня 1956, Тбілісі) — грузинський лікар та дипломат. Професор. Доктор медичних наук. Генеральний консул Грузії в Одесі (2005—2007). Тимчасовий повірений у справах Грузії в Таллінні, Естонія (2007—2009).

## Життєпис
Народився 1 січня 1956 року у Тбілісі. У 1979 році закінчив Тбіліський державний медичний інститут, у 1987 році аспірантуру Московського міжрегіонального науково-дослідного інституту імені М. Владімірського, вивчав економічне право в Тбіліському університеті. Кандидат медичних наук (1981). Доктор медичних наук (1987). Професор.. Володіє грузинською, англійською, російською, французькою та литовською мовами.
З 1979 року працював в медичних закладах Тбілісі та в Центрі співробітництва Всесвітньої організації охорони здоров'я в Грузії. З 1987 року працював в інституті репродукції людини ім. І. Ф. Жорданія, лікарем-сексологом. Поряд з медичною практикою займається інтенсивної викладацькою і науковою роботою.
Начальник правового відділу служби Управління Регіонами Апарату Президента Грузії (1992—1994). Голова торгово-економічної місії Грузії у Литовській Республіці (1994—1996). Генеральний консул Грузії у Литовській Республіці Латвії та Естонії (1996—2003). Заступник директора Першого європейського департаменту МЗС Грузії (2003—2004). Голова відділу ГУАМ МЗС Грузії (2004—2005). Генеральний консул Грузії в Одесі, Україна (2005—2007). Тимчасовий повірений у справах Грузії в Таллінні, Естонія (2007—2009).
Поряд з медичною практикою займається викладацькою і науковою роботою. Зураб Маршанія професор Державного університету Іллі, де читає лекції з питань сексології в рамках навчальних програм з клінічної психології, психотерапії і патопсихології. Читав лекції в Одеському національному університеті ім. І. І. Мечникова і Талліннському університеті.
Автор безлічі наукових праць опублікованих англійською, російською, грузинською мовою в різних наукових виданнях України, Швейцарії, Латвії, Естонії, Росії та Грузії.